# NGC 1975
NGC 1975 је емисиона маглина у сазвежђу Орион која се налази на NGC листи објеката дубоког неба.
Деклинација објекта је - 4° 41' 0" а ректасцензија 5h 35m 18,0s. Привидна величина (магнитуда) објекта NGC 1975 износи 9,0 а фотографска магнитуда 7,0. NGC 1975 је још познат и под ознакама CED 55C.